# Hof van Bentinck
Het Hof van Bentinck was een kasteel in de tot de Vlaams-Brabantse gemeente Grimbergen behorende plaats Beigem, gelegen aan de Beigemsesteenweg 282-284.

## Geschiedenis
De naam van het hof heeft betrekking op Allard Bentinck die hofmeester was van Margaretha van Oostenrijk. Allard erfde het hof in 1517. Eind 16e eeuw, tijdens de godsdiensttwisten, brandde het huis af en in 1638 werd het herbouwd als buitenhuis (huis van plaisantie).
In 1775 kwam het goed aan Jean-Paul Domis de Semerpont. In 1842 kwam het via erfenis in bezit van diens kleinzoon, Charles Domis de Semerpont. Omstreeks 1850 werd een Engelse landschapstuin van 2 ha aangelegd. Omstreeks 1892 was het Jules Domis de Semerpont die het bezit in zuidelijke richting uitbreidde. Ten zuiden van het kasteelpark liet hij het Hof ten Doorn bouwen en de gezamenlijke oppervlakte kwam daarmee op 4 ha.
Na de Tweede wereldoorlog werd het park verkaveld. Enkele bomen bleven bestaan waaronder een meer dan 250 jaar oude zomereik.